# لسانيات
اللُّغَوِيَّات أو اللِّسَانِيَّات أو عِلْم اللُّغَة هو الدراسة العلمية للغة ما. تعتمد اللغويات على الدراسة النظرية إلى جانب الدراسة الوصفية للغة ما، وترتبط بالميادين التطبيقية لدراسات اللغة وتعلم اللغة، مما يستلزم دراسة لغات معينة. قبل القرن العشرين، تطورت اللغويات جنبًا إلى جنب مع الدراسة الأدبية ولم تستخدم الطرق العلمية. تعتبر اللغويات الحديثة علمًا لأنها تنطوي على تحليل شامل ومنهجي وموضوعي ودقيق لجميع جوانب اللغة، مثل الجانب المعرفي، والاجتماعي، والثقافي، والنفسي، والبيئي، والحيوي، والأدبي، والنحوي، وعلم الكتابات القديمة، والبنيوي.
تتوافق المجالات التقليدية للتحليل اللغوي مع علم النحو (القواعد التي تحكم بنية الجملة)، وعلم دلالات الألفاظ (المعنى)، وعلم الصرف (بنية الكلمات)، والصوتيات (أصوات الكلام والإيماءات المعادلة لها في لغة الإشارة)، وعلم الأصوات (النظام الصوتي المجرد للغة معينة)، وعلم التأويل (كيف يساهم السياق الاجتماعي في المعنى). إن التخصصات الفرعية مثل علم اللغة الحيوي (دراسة المتغيرات الحيوية وتطور اللغة) وعلم اللغة النفسي (دراسة العوامل النفسية في اللغة البشرية)، تمثل صلة الوصل بين العديد من هذه الأقسام.
تشمل اللغويات العديد من الأقسام والمجالات الفرعية التي تمتد إلى تطبيقات نظرية وعملية. وتهتم اللغويات النظرية (بما في ذلك اللغويات الوصفية التقليدية) بفهم الطبيعة العالمية والأساسية للغة معينة، وبوضع إطار نظري عام لتوصيفها. وتسعى اللغويات التطبيقية إلى الاستفادة من النتائج العلمية لدراسة اللغة في أمور عملية مثل تطوير طرق لتحسين تعليم اللغة والقراءة والكتابة.
يمكن دراسة السمات اللغوية من خلال زوايا متنوعة: باتباع نهج تزامني (من خلال وصف التحولات التي طرأت على اللغة في نقطة زمنية محددة)، أو نهج لا تزامني (من خلال التطور التاريخي للغة على مدى عدة فترات زمنية)، وعند الأشخاص الذين يتكلمون لغة واحدة أو عند الأشخاص الذين يتكلمون عدة لغات، وبين الأطفال أو بين البالغين، وفيما يخص كيفية تعلمها أو كيفية اكتسابها، سواء أكانت أشكالًا مجردة أو بنًى معرفية، ومن خلال النصوص المكتوبة أو من خلال الاستنباط الشفوي، وأخيرًا من خلال جمع البيانات بشكل آلي أو من خلال العمل الميداني العملي.
اشتقت اللغويات من فقه اللغة، الذي اتخذت بعض فروعه نهجًا أكثر نوعية وشمولية. اليوم، يوصف فقه اللغة واللغويات بأنهم مجالات ذات صلة ببعضها البعض وإن كان بنسب متفاوتة، أو تخصصات فرعية، أو مجالات منفصلة في دراسة اللغة. لكن بشكل عام، يمكن أن ينظر إلى كلمة اللغويات على أنها مصطلح شامل. ترتبط اللغويات أيضًا بفلسفة اللغة، والأسلوبية، والبلاغة، وعلم العلامات، وصناعة المعاجم، والترجمة.

## التخصصات الفرعية الرئيسية

### اللغويات التاريخية
اللغويات التاريخية هي دراسة كيفية تغير اللغة عبر التاريخ، خاصة فيما يتعلق بلغة محددة أو بمجموعة لغات. تعود الاتجاهات الغربية في اللغويات التاريخية إلى أواخر القرن الثامن عشر تقريبًا، عندما نشأ هذا الفرع من فقه اللغة، وهو دراسة النصوص القديمة والتقاليد الشفوية.
برزت اللغويات التاريخية بكونها واحدة من أوائل التخصصات القديمة في هذا المجال، ومورست على نطاق واسع في أواخر القرن التاسع عشر. على الرغم من تحول التركيز في القرن العشرين نحو الشكلية والنحو التوليدي، الذي يُعنى بالخصائص العالمية للغة، إلا أن البحث التاريخي اليوم ما يزال مجالًا هامًا في البحث اللغوي. تشمل المجالات الفرعية لهذا الفرع التغير اللغوي والإنحاء.
تدرس اللغويات التاريخية تغير اللغة إما باتباع نهج لا تزامني (من خلال مقارنة فترات زمنية مختلفة في الماضي والحاضر)، أو باتباع نهج تزامني (من خلال مراقبة التطورات بين الاختلافات المتغيرة المتضمنة في المرحلة اللغوية الحالية للغة).
كانت اللغويات التاريخية في البداية حجر الأساس في اللغويات المقارنة والتي تتضمن دراسة العلاقة بين اللغات المختلفة. وفي ذلك الوقت، اهتم الباحثون في مجال اللغويات التاريخية بخلق فئات مختلفة من عوائل اللغات فقط، وبإعادة بناء اللغات الأولية المستخدمة في فترات ما قبل التأريخ باستخدام منهج المقارنة ومنهج إعادة البناء الداخلي. يُعرف منهج إعادة البناء الداخلي بأنه الطريقة التي يعاد بها استخدام عنصر يتضمن معنى معين في سياقات أو بيئات مختلفة حيث يوجد اختلاف إما في الصوت أو في القياس.
كان الهدف من ذلك وصف اللغات الهندو أوروبية المعروفة جيدًا، والتي كان للعديد منها توثيق مفصل وتاريخ كتابي طويل. درس الباحثون في اللغويات التاريخية أيضًا اللغات الأورالية، عائلة لغات أوروبية أخرى لم يكن لها سوى القليل جدًا من المواد المكتوبة في ذلك الوقت. تبع ذلك، عمل بارز على المجاميع اللغوية الأخرى، مثل اللغات الأسترونيزية وعوائل اللغات الأمريكية الأصلية.
النهج المذكور أعلاه في المقارنة في اللغويات هو اليوم جزء صغير فقط من تخصص أوسع بكثير يُدعى اللغويات التاريخية. تُعتبر الدراسة المقارنة للغات الهندو أوروبية اليوم مجالًا متخصصًا للغاية، بينما يُجرى البحث المقارن حول التطورات الداخلية اللاحقة في لغة ما: وعلى وجه الخصوص حول تطور أصناف المعايير القياسية الحديثة للغات، وحول تطور لغة من شكلها المعياري إلى أصنافها.
فعلى سبيل المثال، حاول بعض العلماء أيضًا إنشاء «عائلات متميزة»، رابطين عوائل اللغات الهندو أوروبية والأورالية وغيرها «بالنوستراتية». بالرغم من أن هذه المحاولات لا تزال مرفوضة على نطاق واسع بأنها أساليب موثوقة، إلا أنها توفر المعلومات الضرورية لتأكيد وجود الصلة في تغير اللغة. يصعب عمومًا العثور على هكذا معلومات عن أحداث قديمة للغاية، بسبب حدوث صدفة تشابه في كلمات ما والاختلافات بين مجموعات اللغات. يفترض غالبًا وجود نحو 10,000 عام كحد أقصى لتحقيق الغرض الوظيفي من البحث. ومن الصعب أيضًا تحديد تاريخ اللغات الأولية المختلفة. على الرغم من توفر عدة طرق، يمكن تحديد تاريخ هذه اللغات بشكل تقريبي فقط.
في اللغويات التاريخية الحديثة، ندرس كيفية تغير اللغات مع مرور الوقت، مركزين على العلاقات بين اللهجات ضمن فترة زمنية محددة. ويشمل ذلك دراسة التحولات المورفولوجية والنحوية والصوتية. وتُستكشف أيضًا الروابط بين اللهجات في الماضي والحاضر.

### بناء الجملة والمورفولوجيا
علم بناء الجملة والمورفولوجيا هما فرعان من أفرع اللغويات معنيان بترتيب وبناء الوحدات اللغوية ذات المعنى مثل الكلمات والمقاطع الصرفية. يدرس الباحثون في علم بناء الجملة القواعد والقيود التي تحكم كيفية تمكن المتحدثين بلغة ما من تنظيم الكلمات وتحويلها إلى جمل، ويدرس الباحثون في المورفولوجيا قواعد مماثلة لترتيب المقاطع الصرفية - وحدات الكلمات الفرعية مثل البادئات واللاحقات - وكيف يمكن جمعها لتشكيل الكلمات.
عمومًا، تُقبل الكلمات بالإضافة إلى الضمائر المتصلة كأصغر وحدات في بناء الجملة. لكن في معظم اللغات، إن لم يكن كلها، يمكن ربط العديد من الكلمات بكلمات أخرى عن طريق ضوابط، تسمى جميعها قواعد تلك اللغة. فمثلًا، يدرك المتحدثون باللغة الإنكليزية أن كلمتي دوغ ودوغز مرتبطتان ارتباطًا وثيقًا، يمكن التفريق بينهما فقط بمورفيم الجمع «-إس»، والذي يتصل بالأسماء فقط. ويعرف المتحدثون باللغة الإنكليزية هذا الارتباط بسبب معرفتهم الفطرية بقواعد تشكيل الكلمات باللغة الإنكليزية، فهم يستنتجون بشكل بديهي أن علاقة كلمة دوغ بكلمة دوغز هي نفسها علاقة كلمة كات بكلمة كاتس، وبطريقة مماثلة فإن علاقة كلمة دوغ بكلمة دوغ كاتشر هي نفسها علاقة كلمة ديش بكلمة ديش واشر. وعلى النقيض من ذلك، فإن اللغة الصينية الكلاسيكية تحوي القليل جدًا من المورفولوجيا وتستخدم مقاطع صرفية منفصلة حصرًا تقريبًا (مقاطع صرفية «حرة»). ويعتمدون على ترتيب الكلمات لنقل المعنى (مع ذلك، فإن معظم الكلمات في اللغة الصينية القياسية الحديثة «الماندرين» هي كلمات مركبة وجذورها متصلة) وتُفهم على أنها قواعد النحو التي تمثل مورفولوجيا اللغة. تعكس القواعد التي يفهمها المتحدث أنماطًا أو اتساقًا محددًا في الطريقة التي تتكون فيها الكلمات في اللغة التي يستخدمها، وكيف تتفاعل تلك الوحدات الصغيرة عند الكلام. بهذه الطريقة، فإن المورفولوجيا هي فرع من علم اللغويات يدرس أنماط تكوين الكلمات ضمن اللغة الواحدة وعبر عدة لغات، ويحاول صياغة القواعد التي تشكل معرفة المتحدثين بتلك اللغات.

## تقسيم
تنقسم اللسانيات إلى قسمين رئيسين: الأول يعنى بدراسة شكل اللغة أو ما يصطلح عليه بالبنية، والثاني يعنى بدراسة معنى اللغة أو ما يصطلح عليه علم الدلالة.

### الشكل/أو البنية
القسم الأول يهتم بدراسة تركيب اللغة؛ أي القواعد، وهذا القسم يتكون من المورفولوجي (دراسة مكونات الكلمة) والسينتاكس (دراسة مكونات الجملة) والفونيتكس (دراسة أصوات الكلام وكيفية نطقها وملاحظتها) والفونولوجي (دراسة خصائص المقاطع وترتيب الأصوات).

### المعنى
القسم الثاني يهتم بشرح كيفية استخدام اللغة لبعض التراكيب والكلمات لنقل وإرسال معنى معين، وذلك بهدف إزالة الغموض المحتمل من استخدام تراكيب أخرى. وهذا القسم يتكون من السيمانتكس (شرح معنى الكلمات والمفاهيم) والبراغماتيكس (شرح اختلاف معنى الكلمات من سياق لآخر).

### أقسام أخرى
من الأقسام الأخرى للسانيات:
- اللغويات النظرية وتهتم بوضع نماذج للمعرفة اللغوية؛
- اللغويات التطورية وتهتم بأصول اللغة وكيفية نشأتها؛
- اللغويات التاريخية وتدرس تغير اللغة (أصوات الكلمات ومعانيها وتراكيب الجمل) عبر التاريخ وتحليل الأسباب الاجتماعية والسياسية لتلك التغيرات اللغوية؛
- اللغويات الاجتماعية وتقدم دراسة للعلاقة بين تغيرات اللغة وأثر المتجمع وثقافته وعاداته وتقاليده على تلك التغيرات؛
- علم اللغة النفسي ويهتم بدراسة شكل ووظيفة اللغة في العقل؛
- اللغويات العصبية وتنظر لكيفية معالجة اللغة في الدماغ؛
- اكتساب اللغة ويفحص هذا الجانب كيفية اكتساب الأطفال والبالغين للغة ما؛
- تحليل الخطاب وفيه يتم تقديم تحليل للنصوص المكتوبة للمحادثات الطبيعية.

## تقسيم آخر
تعنى اللغويات بدراسة جميع لغات البشر بما فيها اللغات المعاصرة، ويتركز اهتمام دارس اللغويات على اللغة نفسها أساسا، فيهتم بأصولها وتطورها وبنائها، وبالتالي يستطيع عالم اللغويات أن يعيد رسم صورة تاريخ اللغات والأسر اللغوية، ويقارن بينها لتحديد السمات المشتركة وفهم العمليات التي تظهر من خلالها اللغات إلى الوجود وتتنوع كما نراها اليوم والواقع أن دراسة اللغويات تعتمد على منهج علمي وتعتبر أحد فروع علم الإنسان الثقافي، لأن اللغة هي أحد أهم عناصر الثقافة إن لم تكن أهمها على الإطلاق، وينقسم علم اللغويات إلى علم اللغات الوصفي وعلم أصول اللغات.

### الوصف
أما القسم الأول علم اللغويات الوصفي: فهو يهتم بتحليل اللغات في زمن محدد، ويدرس النظم الصوتية، وقواعد اللغة والمفردات، ويعتمد عالم اللغويات هنا في دراسته على اللغة الكلامية غير المكتوبة فيستمع إلى المتحدثين ويعبر عن لغتهم المنطوقة برموز دولية متعارف عليها.

### الأصل
أما القسم الثاني علم أصول اللغة: فهو يهتم بالجانب التاريخي والمقارن حيث يدرس العلاقات التاريخية بين اللغات التي يمكن متابعتها تاريخيا عن طريق وثائق مكتوبة، وتزداد المشكلة تعقيدا عندما يتناول عالم اللغويات لغة قديمة لم يبق لها أي أثر أو وثائق مكتوبة عنها، بناء على ذلك ينبغي أن لا نفهم أن اللغوي معزول عن علم الإنسان بل على العكس تماما فهو يوجه اهتمام عالم الإنسان إلى مشكلات لغوية بحتة، وكما يهتم بالعلاقات العديدة والقائمة بين لغة شعب ما وبقية جوانب ثقافته، وهكذا يمكن أن يدرس الكيفية التي ترتبط بها لغة جماعة معينة بمكانة تلك الجماعة أو وضعها الاجتماعي.

## نظريات اللغة

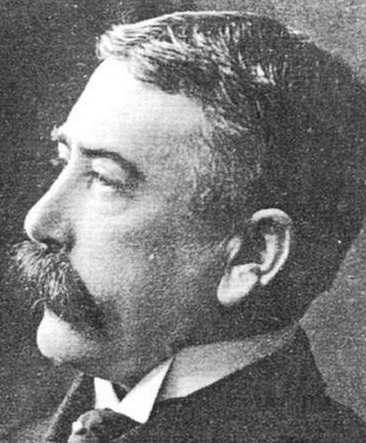
اقترح فرديناند دي سوسور أن علم اللغة العام هو دراسة اللغة كنظام متوازن للمعنى والشكل.

### النظريات الإنسانية
المبدأ الأساسي لعلم اللغة الإنساني هو أن اللغة اختراع ابتكره الناس. يعتبر التقليد السيميائي للبحث اللغوي اللغة كنظام إشارة ينشأ من تفاعل المعنى والشكل. يعتبر تنظيم تراكيب اللغة حسابيًا. يُنظر إلى اللغويات أساسًا على أنها مرتبطة بالعلوم الاجتماعية والعلوم الثقافية لأن اللغات المختلفة تتشكل في التفاعل الاجتماعي من قبل مجتمع الكلام. الأطر التي تمثل وجهة النظر الإنسانية للغة تشمل علم اللغة البنيوي، من بين أمور أخرى.
يعني التحليل البنيوي تشريح كل طبقة: لفظي، صرفي، نحوي، وخطاب، إلى أصغر الوحدات. يتم جمعها في قوائم جرد (على سبيل المثال، الصوت، مورفيم، الفئات المعجمية، أنواع العبارات) لدراسة ترابطها ضمن تسلسل هرمي من الهياكل والطبقات. يضيف التحليل الوظيفي إلى التحليل الهيكلي تخصيص الأدوار الدلالية والأدوار الوظيفية الأخرى التي قد تمتلكها كل وحدة. على سبيل المثال، قد تعمل العبارة الاسمية كموضوع أو كائن، أو كعامل دلالي أو هدف دلالي.
اللغويات الوظيفية، أو القواعد الوظيفية، هي فرع من فروع علم اللغة البنيوي. في السياق الإنساني، ترتبط المصطلحات الهيكلية والوظيفية بمعناها في العلوم الإنسانية الأخرى. يكمن الاختلاف بين البنيوية الشكلية والوظيفية في إجابتهم على السؤال عن سبب امتلاك اللغات لخصائصها. يستلزم التفسير الوظيفي فكرة أن اللغة هي أداة اتصال، أو أن الاتصال هو الوظيفة الأساسية للغة. وهكذا يتم شرح الأشكال اللغوية فيما يتعلق بقيمتها الوظيفية أو فائدتها. تشرح المناهج الهيكلية الأخرى نفس الخصائص بناءً على الآليات الداخلية للنظام ثنائي الجوانب ومتعدد الطبقات.

### النظريات البيولوجية
نظريات مثل اللغويات المعرفية والقواعد التوليدية تدرس الإدراك اللغوي بهدف الكشف عن الأسس البيولوجية للغة. في النحو التوليدي، يقال أن هذه الأسس تنشأ من المعرفة النحوية الفطرية. وبالتالي، فإن أحد الاهتمامات المركزية للنهج هو اكتشاف جوانب المعرفة اللغوية الوراثية.
في المقابل، ترفض اللغويات المعرفية فكرة القواعد الفطرية، وتدرس كيف يخلق العقل البشري تركيبات لغوية من مخططات الأحداث. كما يدرس تأثير القيود المعرفية والتحيزات على لغة الإنسان. على غرار البرمجة اللغوية العصبية، يتم التعامل مع اللغة عبر الحواس. يدرس اللغويون المعرفيون تجسيد المعرفة من خلال البحث عن التعبيرات التي تتعلق بالمخططات الحسية.
بناء القواعد هو إطار يطبق مفهوم الميم على دراسة القواعد. نهج وثيق الصلة هو علم اللغة التطوري الذي يتضمن دراسة وحدات اللغة كفيروسات ثقافية. من الممكن دراسة كيفية انتشار اللغة والتكيف مع عقل الفرد أو مجتمع الكلام. بناء القواعد هو إطار يطبق مفهوم الميم على دراسة القواعد.
يُطلق أحيانًا على النهج التوليدي والنهج التطوري اسم رسمي ووظيفي. ومع ذلك، تختلف هذه المفاهيم عن استخدام المصطلحات في العلوم الإنسانية. 

## هوامش
هامش جاء في قاموس اللسانيات لعبد السلام المسدي أن هذا المصطلح نُقل إلى العربية بـ 23 مصطلحاً

## وصلات خارجية
- قسم اللغويات نسخة محفوظة 6 سبتمبر 2008 على موقع واي باك مشين. ببليوغرافيا حول النظرية الأدبية، النقد والفيلولوجيا، جامعة سرقسطة، إسبانيا)
- لغويات
- دليل بدئي لحقل اللغويات الجزء الأول: و الجزء الثاني.
- أخبار علم اللغويات نسخة محفوظة 4 يونيو 2014 على موقع واي باك مشين.
- محاضرات في اللغويات